# کارخانه فولاد یوکوسوکا

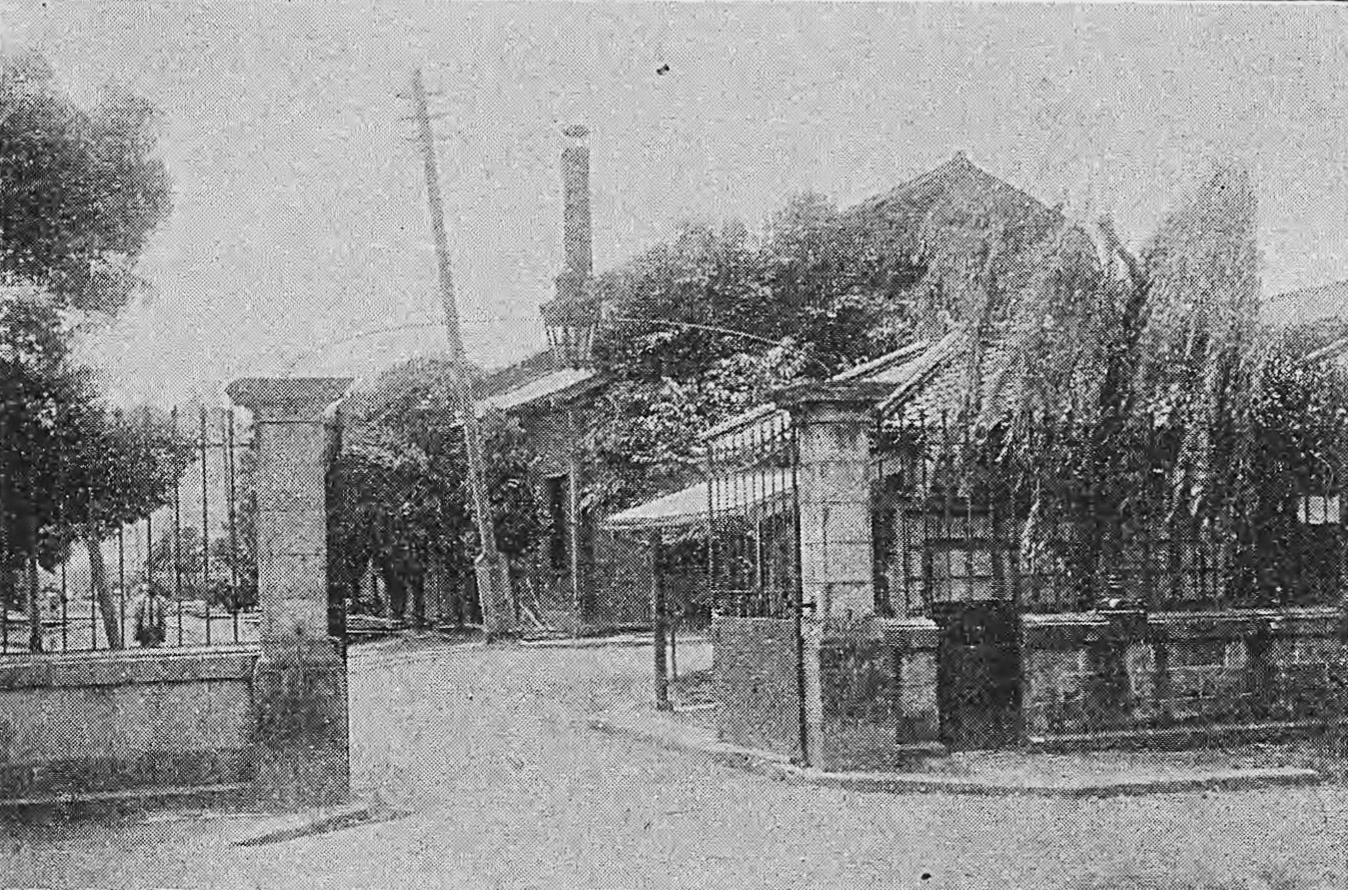

کارخانه فولاد یوکوسوکا (به ژاپنی: 横須賀造船所 よこすかぞうせんじょ)، یک کارخانه کشتی‌سازی است که توسط شوگون‌سالاری ادو در یوکوسوکا، کاناگاوا تأسیس شد. پس از تسلیم قلعه ادو، توسط دولت میجی تصرف شد و بعداً تحت نظارت وزارت نیروی دریایی قرار گرفت. در حال حاضر، این مکان، تأسیسات دریایی یوکوسوکا متعلق به نیروهای نیروهای ایالات متحده آمریکا در ژاپن است. توکوگاوا یوشینوبو از طریق وزیر فرانسه،  لئون روچس، ۲.۴ میلیون دلار کمک از فرانسه دریافت کرد و کارخانه فولاد یوکوسوکا و کارخانه‌های کشتی‌سازی و تعمیر کشتی را تأسیس کرد.
بقایای مربوط به پایان دوره ادو در این مکان باقی مانده است و گفته می‌شود که این مکان، قطعه‌ای ارزشمند از میراث مدرن است.